# Paroxetin
Paroxetin ist ein antidepressiv wirkender Arzneistoff aus der Gruppe der selektiven Serotonin-Wiederaufnahmehemmer (SSRI) und wurde von GlaxoSmithKline entwickelt und 1987 patentiert. Paroxetin unterliegt der ärztlichen Verschreibungspflicht. Der Wirkstoff wird in Medikamenten als Hydrochlorid, als Hydrochlorid-Hemihydrat oder als Mesilat eingesetzt.

## Pharmakologie

### Anwendungsgebiete
Paroxetin wird zur Behandlung von Depressionen, Zwangsstörungen, Panikstörungen, sozialen Angststörungen, generalisierten Angststörungen und posttraumatischen Belastungsstörungen eingesetzt. Für die Indikation Fibromyalgie besteht keine Marktzulassung.
| Rezeptor | Ki (nM) |
| -------- | ------- |
| SERT     | 0,34    |
| NET      | 156     |
| DAT      | 963     |
| 5-HT2C   | 9.034   |
| α1       | 2.741   |
| M1       | 72      |
| M2       | 340     |
| M3       | 80      |
| M4       | 320     |
| M5       | 650     |

### Wirkmechanismus
Als Arzneistoff der Gruppe der Selektiven Serotonin-Wiederaufnahmehemmer erhöht Paroxetin die Serotonin-Konzentration im synaptischen Spalt durch kompetitive Hemmung des Serotonintransporters (SERT). Nachfolgend kommt es zu einer Herabregulierung (Down-Regulation) von Serotonin-(5-HT2)-Rezeptoren im Zentralnervensystem (ZNS). Paroxetin wirkt zudem als FIASMA (funktioneller Hemmer der sauren Sphingomyelinase).

### Nebenwirkungen
Unter der Anwendung von Paroxetin können insbesondere folgende Nebenwirkungen beobachtet werden: Appetitstörungen, Störungen des Magen-Darm-Trakts, Schlafstörungen, Verwirrtheit, Wahnvorstellungen, Halluzinationen, sexuelle Dysfunktion (Impotenz, Unfähigkeit zum Orgasmus, unbemerkter Samenerguss, siehe auch SSRI-bedingte sexuelle Dysfunktion), Schwitzen, Parästhesie (Kribbeln der Haut), Restless-Legs-Syndrom (zu Bewegung zwingende Missempfindungen in den Beinen) und Gewichtszunahme.
Paroxetin hat keine aktiven Metaboliten und eine relativ kurze Plasmahalbwertszeit von etwa 16 Stunden (8–30 Stunden) nach Einmalgabe beziehungsweise von 18–27 Stunden nach mehrmaliger Gabe.
In einer Studie zeigten Patienten unter 30 Jahren mit starker Depression höheres Risiko suizidalen Verhaltens als solche, denen Placebos verabreicht wurden.
Nach der Einnahme über einen längeren Zeitraum können beim Absetzen des Medikaments erhebliche Absetzerscheinungen auftreten, weshalb ein Ausschleichen über einen Zeitraum von mehreren Wochen bis Monate in den meisten Fällen sinnvoll ist. Es können unter anderem Schwindel, sensorische Störungen (einschließlich Parästhesie, Stromschlaggefühl und Tinnitus), Schlafstörungen (einschließlich intensiver Träume), Agitiertheit oder Angst, Übelkeit, Zittern, Konfusion, Schwitzen, Kopfschmerzen, Durchfall, Palpitationen, emotionale Instabilität, Reizbarkeit
und Sehstörungen auftreten. Bei den meisten Patienten sind diese Symptome nur leicht bis mittel, sie können bei einigen Patienten jedoch auch stark ausgeprägt sein. Oft klingen die Symptome nach einigen Wochen ab, sie können jedoch bei einigen Patienten auch zwei bis drei Monate oder länger anhalten. Wenn nach Dosisverringerung oder Absetzen stark beeinträchtigende Absetzerscheinungen auftreten, kann eine langsamere Dosisreduktion bzw. ein langsameres Ausschleichen angezeigt sein.

### Paroxetin in Schwangerschaft und Stillzeit
Außer den seit Jahresbeginn 2006 bekannt gewordenen Risiken dieser Substanzgruppe (vgl. SSRI und Schwangerschaft) besteht für Paroxetin eine besondere Warnung der FDA vor erhöhten Missbildungsraten. Paroxetin wird wie alle SSRI nach jetzigem Kenntnisstand in der Schwangerschaft nur wenn unumgänglich unter größter Vorsicht und in der geringsten möglichen Dosis angewendet. Nimmt die Mutter während der Schwangerschaft Paroxetin (insbesondere im letzten Drittel), so können beim Neugeborenen bereits innerhalb von 24 Stunden nach der Geburt Atemnot, Zyanose, Apnoe, Krampfanfälle, instabile Körpertemperatur, Schwierigkeiten beim Trinken, Erbrechen, Hypoglykämie, muskulärer Hypertonus oder Hypotonus, Hyperreflexie, Tremor, ängstliches/nervöses Zittern, Reizbarkeit, Lethargie, Schläfrigkeit, Schlafstörungen und ständiges Schreien auftreten, so dass das Neugeborene ärztlich überwacht wird.
Ein abruptes Absetzen von Paroxetin während der Schwangerschaft ist nicht angezeigt (siehe SSRI-Absetzsyndrom).

### Anwendung bei Kindern und Jugendlichen
Paroxetin wird bei Kindern und Jugendlichen in der Regel nicht angewendet, da in kontrollierten klinischen Studien kein angemessener Wirksamkeitsnachweis in der Behandlung von Depressionen bei Patienten dieses Alters erbracht wurde. Außerdem wurde in diesen Studien ein erhöhtes Risiko von suizidalem und feindseligem Verhalten festgestellt.
Ein Forscherteam aus Großbritannien und den USA kam zu dem Ergebnis, dass das Mittel Paroxetin (sowie Imipramin) für Kinder und Jugendliche weder wirksam noch sicher sei und bei der Behandlung einer schweren Depression nicht wirksamer als die Gabe eines Scheinpräparates seien. Allenfalls erreiche sie bei dem Patienten einen Placebo-Effekt. Obendrein führe die Behandlung mit beiden Medikamenten zu starken Nebenwirkungen. So führe Paroxetin beispielsweise laut dem Forscherteam zu Verhaltensauffälligkeiten und Suizidneigung, Imipramin löste Herzrhythmusstörungen aus.

### Wechselwirkungen
Die gleichzeitige Anwendung von Paroxetin und MAO-Hemmern ist kontraindiziert. Nach dem Ende der Behandlung mit einem irreversiblen MAO-Hemmer wird die Behandlung mit Paroxetin erst nach zwei Wochen bzw. nach dem Ende der Behandlung mit einem reversiblen MAO-Hemmer erst nach 24 Stunden vorsichtig begonnen, um schwerwiegende Nebenwirkungen zu vermeiden. Zwischen dem Absetzen der Therapie mit Paroxetin und dem Behandlungsbeginn mit einem MAO-Hemmer sollte mindestens eine Woche liegen.
Kontraindiziert ist auch die gleichzeitige Einnahme von Paroxetin und Pimozid oder Thioridazin.
Bei gleichzeitiger Anwendung von Paroxetin in hohen Dosen und Clozapin kann es zu einem Anstieg des Clozapinplasmaspiegels kommen, der regelmäßige Kontrollen erforderlich macht.
Da Paroxetin die Serotonin-Konzentration erhöht, kann die gleichzeitige Einnahme von Arzneistoffen mit einer Wirkung auf das Serotonin-System (z. B. Triptane, Echtes Johanniskraut, Trizyklische Antidepressiva, Tramadol, Linezolid, andere SSRI, Lithium, Pethidin) oder mit Serotonin-Präkursoren wie L-Tryptophan oder Oxitriptan die Gefahr eines Serotonin-Syndroms erhöhen.
Paroxetin ist ein irreversibler starker Hemmstoff des Cytochrom P450 Enzymsystems CYP2D6. Als solcher verstärkt Paroxetin die Wirkungen und Nebenwirkungen von Arzneistoffen, die ebenfalls über dieses Enzymsystem abgebaut werden (z. B. Trizyklische Antidepressiva, Flecainid und der selektive Betarezeptorenblocker Nebivolol). Das brustkrebshemmende Arzneimittel Tamoxifen wird erst mittels CYP2D6 in den aktiven Metaboliten Endoxifen umgewandelt. In einer kanadischen Studie zeigte sich bei zusätzlicher Einnahme von Paroxetin eine verminderte Wirksamkeit von Tamoxifen.

### Präklinik
Verabreichte man Paroxetin trächtigen Ratten, so traten eine Erhöhung der Anzahl der Totgeburten, eine Erniedrigung des Geburtsgewichts und eine Erhöhung der neonatalen Sterblichkeit auf.

## Handelsnamen
Monopräparate
Allenopar (A), Deroxat (CH), Dropax (A), Parexat (CH), Parocetan (A), ParoLich (D), Paronex (CH), Paroxalon (D), Paroxat (D, A), Paroxetop (CH), Paxil (USA), Seroxat (D, A), Stiliden (A), Tagonis (D), zahlreiche Generika (D, A, CH)